# БІК Карлскуга

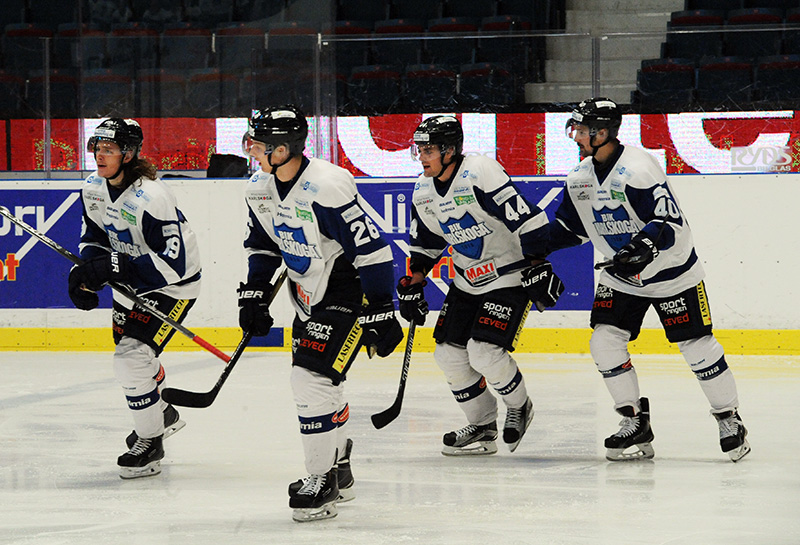
Гравці клубу під час матчу

 БІК Карлскуга  (швед. Bofors IK Karlskoga) — хокейний клуб з м. Карлскуга, Швеція.

## Історія
Історія клубу починається з хокейної секції в ІФК Буфорс з 1943 року. У 1963 році ІФК об'єднався з Карлскуга ІФ і утворив клуб КБ 63 (формально: ІФ Карлскуга/Буфорс). У період між 1978 і 2011 роками клуб був відомий як Буфорс IK, а з 2012 року офіційно зміненив назву на БІК Карлскуга.
Клуб провів за свою історію 16 сезонів у вищому ешелоні шведського хокею. Тепер виступає у нижчих лігах.

## Досягнення
- Дивізіон 1: 3-є місце в групі (1953-1954, 1959-1960) - ІФК Буфорс.

## Відомі гравці
- Бенгт Оке Густафссон
- Маріус Голтет